# Маяк Пойнт-Робинсон
Маяк Пойнт-Робинсон (англ. Point Robinson Light) — маяк, расположенный на самой восточной точке острова Мори, округ Кинг, штат Вашингтон, США. Построен в 1887 году. Автоматизирован в 1978 году.

## История
Остров Мори расположен на полпути из Сиэтла, крупнейшего города штата, в Такому, потому судоходство в этом районе в конце XIX века было достаточно оживлённым. В 1883 году Конгресс США выделил 8 000$ на строительство маяка. Строительство началось в июне 1884 года. 12 декабря 1887 года маяк был введён в эксплуатацию. Он представлял собой башню высотой 8 метров, примыкающую к двухэтажному дому смотрителя, а также здание для противотуманного сигнала. Здания были выкрашены в белый цвет. В 1913 году также была построена небольшая котельная. Но видимость маяка была недостаточной, и в 1894 году его высота была увеличена еще на 1,5 метра. Но этого также было недостаточно, и в 1915 году маяк был полностью перестроен. После перестройки он представлял собой восьмиугольную бетонную башню высотой 12 метров, к которой примыкало здание противотуманного сигнала. Маяк был построен по тому же проекту, что и маяки Алки-Пойнт и Лайм-Килн. На маяке была установлена линза Френеля четвертого поколения. Для смотрителя и помощника были построены также из бетона два дома с шестью комнатами. Маяк был электрифицирован в 1918 году, а линзу четвертого поколения заменили на линзу пятого поколения. В 1978 году Береговая охрана США автоматизировала маяк. В 2008 году линзу Френеля заменили на автоматический маяк.
21 апреля 2004 года маяк был включён в Национальный реестр исторических мест.